# Ла-Рів'єра (Каліфорнія)
Ла-Рів'єра (англ. La Riviera) — переписна місцевість (CDP) в США, в окрузі Сакраменто штату Каліфорнія. Населення — 11 252 особи (2020).

## Географія
Ла-Рів'єра розташована за координатами 38°34′5″ пн. ш. 121°21′15″ зх. д. / 38.56806° пн. ш. 121.35417° зх. д. (38.568113, -121.354140).  За даними Бюро перепису населення США в 2010 році переписна місцевість мала площу 5,42 км², з яких 4,79 км² — суходіл та 0,63 км² — водойми.

## Демографія
Згідно з переписом 2010 року, у переписній місцевості мешкали 10 802 особи в 4475 домогосподарствах у складі 2487 родин. Густота населення становила 1994 особи/км².  Було 4762 помешкання (879/км²).
Расовий склад населення:
| - 67,7 % — білих - 10,0 % — чорних або афроамериканців - 7,1 % — азіатів - 0,8 % — вихідців з тихоокеанських островів - 0,7 % — корінних американців - 6,2 % — осіб інших рас |

До двох чи більше рас належало 7,4 %. Частка іспаномовних становила 16,3 % від усіх жителів.
За віковим діапазоном населення розподілялося таким чином: 19,6 % — особи молодші 18 років, 67,7 % — особи у віці 18—64 років, 12,7 % — особи у віці 65 років та старші. Медіана віку мешканця становила 35,1 року. На 100 осіб жіночої статі у переписній місцевості припадало 100,4 чоловіків;  на 100 жінок у віці від 18 років та старших — 98,3 чоловіків також старших 18 років.
Середній дохід на одне домашнє господарство  становив 67 356 доларів США (медіана — 57 138), а середній дохід на одну сім'ю — 74 090 доларів (медіана — 63 615). Медіана доходів становила 50 334 долари для чоловіків та 40 969 доларів для жінок. За межею бідності перебувало 21,0 % осіб, у тому числі 33,9 % дітей у віці до 18 років та 8,7 % осіб у віці 65 років та старших.
Цивільне працевлаштоване населення становило 5327 осіб. Основні галузі зайнятості: освіта, охорона здоров'я та соціальна допомога — 21,4 %, публічна адміністрація — 15,7 %, науковці, спеціалісти, менеджери — 11,7 %, мистецтво, розваги та відпочинок — 10,9 %.